# Hi, Annie!
『Hi,Annie!』（ハイ、アニー!）は、読売新聞土曜夕刊『週刊KODOMO新聞』にて2010年10月2日から2016年3月26日まで連載された英語の学習を目的としたコーナー及びひちゃこによる漫画作品。電子書籍化されている。

## 概要
『ヨミオとジュリエット』の後継にあたるコーナーで、『ヨミオとジュリエット』終了の翌週にスタートした。
横長のコーナーで、左側に英語イディオムと和訳や解説が書いてあり、右側にイラストが載っている。連載当初は2～3コマの漫画形式だったが、後に1コマのイラスト形式になった。イラストにはキャラクターたちの会話が描かれており、ふきだし部分のセリフは、その回で紹介するイディオムを用いた英文となっている。英文の下には和訳が書いてある。ふきだし部分以外のセリフや描き文字は日本語で記述されている。
監修は読売新聞が発行する英字新聞『The Japan News（ジャパン・ニューズ）』のネイティブ記者が担当した。また、このコーナーは『The Japan News』の語学学習面『LearningLab』にも転載されていた。

## 内容
アニーとクマちゃんの掛け合いで、話し言葉の面白い英語イディオムを紹介する。

## 登場人物
アニー
ピンク髪が特徴の少女。お菓子やスイーツに目がない。
クマちゃん
クマのぬいぐるみの男の子。全身は水色で、首に赤いバンダナをしている。

## 書籍情報
年月日は読売新聞社運営の電子書籍販売サイト『本よみうり堂デジタル』での先行販売開始日。他の電子書籍販売サイトでは数日後に販売を開始した。『本よみうり堂デジタル』は2016年9月26日に閉店したため、最終巻である『面白イディオム7』のみ先行販売はされなかった。
- 2013年4月26日『Hi,Annie! マンガで覚える英語の面白イディオム1』
- 2013年5月31日『Hi,Annie! マンガで覚える英語の面白イディオム2』
- 2013年6月28日『Hi,Annie! マンガで覚える英語の面白イディオム3』
- 2014年1月31日『Hi,Annie! マンガで覚える英語の面白イディオム4』
- 2015年9月25日『Hi,Annie! マンガで覚える英語の面白イディオム5』
- 2015年11月27日『Hi,Annie! マンガで覚える英語の面白イディオム6』
- 2017年3月3日『Hi,Annie! マンガで覚える英語の面白イディオム7』

## 作画
連載を重ねる中でキャラクターの描き方に変化が見られる。特にアニーの描き方に変化が見られ、連載当初と比べると連載後期は一層デフォルメされた絵になっている。
2014年5月頃からはキャラクターに陰影がつくようになった。

## 備考
- 登場人物は基本的にアニーとクマちゃんだけだが、ゲストキャラ（クマちゃんが好意を寄せるピンク色のクマのぬいぐるみ等）や動物が登場する回もある。
- 電子書籍の表紙イラストは作画担当のひちゃこが表紙を描かせてほしいと申し出て書き下ろした[1]。